# Dieffenbachia concinna
Dieffenbachia concinna är en kallaväxtart som beskrevs av Thomas Bernard Croat och Michael Howard Grayum. Dieffenbachia concinna ingår i släktet prickbladssläktet, och familjen kallaväxter. Inga underarter finns listade.